# Storm-Klasse
Die Storm-Klasse war eine 20 Einheiten umfassende Schnellbootklasse der norwegischen Marine von 1965 bis 2000. Acht Boote wurden ab den 1990ern von den baltischen Staaten übernommen, das letzte Boot wurde von der litauischen Marine 2017 ausgemustert.

## Konzeption
Die Storm-Klasse wurde Anfang der 1960er Jahre als Ergänzung zu den 22 Torpedoschnellbooten der Tjeld-Klasse als so genannte Motorkanonbåter (Deutsch: Kanonenschnellboot) geplant. Konkret bedeutete dies, dass die 22 Boote der Tjeld-Klasse und die geplanten 24 Boote der Storm-Klasse zusammen kleine Einsatzverbände bilden sollten, wobei die Tjelds als Hauptbewaffnung drahtgelenkte Torpedos mitführten, während die Storms eine verhältnismäßig schwere Geschützbewaffnung erhalten sollten. In dieser Kombination sollten diese Einsatzverbände die lange Küste Norwegens mit den vielen Fjorden gegen eine mögliche Invasion der Sowjetunion verteidigen.
Die Einsatzpläne wurde größtenteils vom norwegischen Korvettenkapitän Harald Henriksen ausgearbeitet, der später zum Kapitän zur See befördert wurde. Von seiner Hand stammen auch die ersten norwegischen Nachkriegsbauten, die Rapp-Klasse, sowie die späteren Snøgg- und Hauk-Klassen.

## Geschichte
Nachdem die Planungsarbeiten abgeschlossen waren, wurde mit dem Bau des Typschiffs, KNM Storm, begonnen. Am 8. Februar 1962 erfolgte der Stapellauf und am 31. Mai 1963 war das Boot vollendet. Daraufhin begannen umfassende Erprobungen, um Schwachstellen des Designs zu entdecken. Nachdem einige kleinere Änderungen vorgenommen worden waren, konnten ab 1965 die ersten Serienboote der norwegischen Marine zulaufen. Aus Kostengründen wurden statt der geplanten 24 nur 20 Einheiten beschafft, die bis Ende 1967 alle in Dienst gestellt waren. Als eine der letzten Einheiten folgte die P960 KNM Storm, da das Erprobungsboot dieses Namens verschrottet und durch ein Serienboot gleichen Namens ersetzt wurde.
Anfang der 1970er Jahre wurden alle Boote der Klasse modernisiert.
Nach dem Zerfall des Warschauer Pakts wurden acht Boote ersatzlos außer Dienst gestellt, da ein Konflikt mit der Sowjetunion unwahrscheinlich geworden war. In der Defence Analysis '96 war geplant, alle 14 Hauk- und 8 Storm-Boote durch einen neuen Schnellboottyp zu ersetzen. Bis 2000 wurden dann aber doch alle Storm-Boote ausgemustert, und auch die Hauk-Boote sollen nur noch im Verhältnis 2:1 durch die neuen Einheiten Skjold-Klasse ersetzt werden. Mit ihrer langen Dienstzeit von Mitte der 1960er Jahre bis ins Jahr 2000, ihrer großen Stückzahl und ihrer starken Bewaffnung bildeten sie lange Zeit das Rückgrat der norwegischen Marine.
Parallel zur Ausmusterung aller 20 Einheiten wurden verschiedene Möglichkeiten für die weitere Nutzung in Betracht gezogen. So konnte ein Boot im norwegischen Marinemuseum in Horten erhalten werden, zwei Boote wurden in der Marinebasis Haakonsvern aufgelegt, drei Einheiten wurden den baltischen Marinen kostenlos überlassen und fünf weitere wurden an diese Länder verkauft. Die restlichen neun Boote wurden verschrottet.
Die bei der litauischen Marine in Dienst gestellten Einheiten wurden in P31 Dzūkas, P32 Sėlis und P33 Skalvis umbenannt, wobei die Sėlis als letztes Boot 2017 außer Dienst gestellt wurde. Bei der lettischen Marine wurden die Boote P-01 Zibens, P-02 Lode, P-03 Linga und die P-04 Bulta zwischen 2011 und 2013 ebenfalls außer Dienst genommen. Die an Estland gespendete P968 Arg diente als Torm und wurde mittlerweile zum Museumsschiff umgewidmet. Die von Lettland und Litauen nicht mehr aktiv genutzten Einheiten wurden z. T. auch als Ersatzteilspender ausgeschlachtet. Bei allen Booten der baltischen Marinen wurde vor der Übergabe jeweils die Raketenbewaffnung abgerüstet.

## Technik

### Baumaterial
Der Rumpf war, im Gegensatz zu den meisten Schnellbooten deutscher Provenienz, welche aus Schichtholz gefertigt waren, komplett aus Stahl gefertigt. Dies hat den Nachteil, dass die magnetischen Eigenschaften des Stahls Magnet-Minen auslösen können. Andererseits ist ein solcher Rumpf stabiler und einfacher herzustellen.
Bei den Aufbauten mit ihren charakteristischen abgerundeten Formen setzte man vollständig auf glasfaserverstärkten Kunststoff.

### Antrieb
Der Antrieb erfolgt über zwei Dieselmotoren von je 2640 kW Leistung. Als Hersteller wurde das deutsche Unternehmen MTU Friedrichshafen gewählt. Dieser Antrieb ermöglicht eine Höchstgeschwindigkeit von 36 Knoten, was im Vergleich zu anderen Schnellbooten dieser Größe relativ langsam ist. Die Dieselmotoren sind relativ sparsam und ermöglichen so eine verhältnismäßig große Reichweite, was bei den weitläufigen norwegischen Gewässern von Vorteil ist.

### Bewaffnung

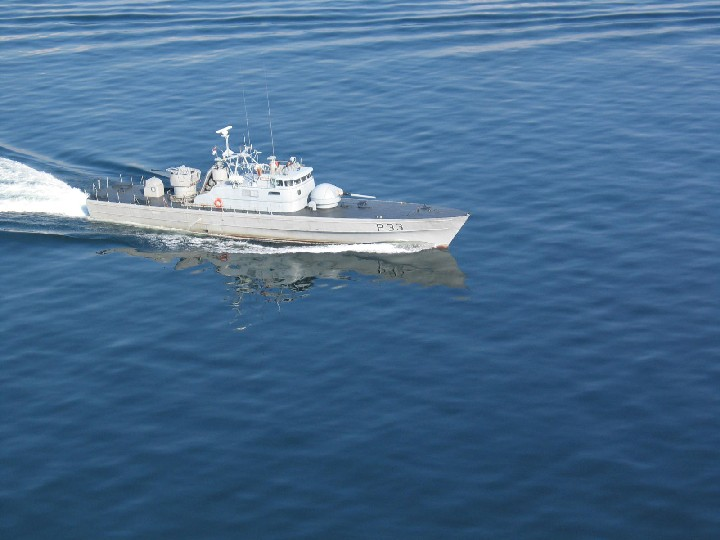
Gut zu erkennen ist das 76 mm auf dem Vorschiff und die erhöht montierte 40 mm FlaK am Heck. Nur schwer zu erkennen sind die sechs Positionen der abmontierten Penguin-Seezielflugkörper.

Wie oben beschrieben, waren die Boote der Storm-Klasse als Kanonenschnellboote ausgelegt, weshalb sie ursprünglich nur mit Geschützen bewaffnet waren. Als Hauptwaffe wurde ein Geschütz im Kaliber 76 mm mit 50 Kaliberlängen des schwedischen Rüstungskonzerns Bofors gewählt. Diese Waffe war für Boote dieser Größe eine mehr als adäquate Bewaffnung und war auf dem Vorschiff eingebaut.
Als Sekundärbewaffnung und vor allem zur Luftabwehr wurde am Heck außerdem ein 40-mm-Bofors-Geschütz mit 70 Kaliberlängen eingerüstet.
Als jedoch 1967 ein ägyptisches Boot der Osa-Klasse einen etwa acht Mal größeren israelischen Zerstörer durch Seezielflugkörper versenkte, wurde in allen größeren westlichen Staaten mit der Entwicklung solcher Waffensysteme begonnen, so auch in Norwegen. Im Gegensatz zu den meisten anderen Seezielflugkörpern dieser Zeit war man in Norwegen an einem wesentlich leichteren und kleineren Flugkörper interessiert, der auch von kleinen Schnellbooten und Helikoptern einsetzbar sein sollte. Das Ergebnis war die AGM-119 Penguin, mit der ab 1970 alle Boote der Storm-Klasse nachgerüstet wurden. Konkret hieß dies, dass sechs Penguins am Heck der Boote in Einzelstartern aus Glasfaserverstärktem Kunststoff aufgestellt wurden.

## Einheiten der Storm-Klasse
Norwegen
Insgesamt wurden 21 Boote der Klasse gebaut. Davon wurden 20 von der Norwegischen Marine regulär in Dienst gestellt.
| Kennung | Name       | Fertigstellung     | Dienstzeit | Schicksal                                   |
| ------- | ---------- | ------------------ | ---------- | ------------------------------------------- |
| -       | KNM Storm  | 31. Mai 1963       | -          | Prototyp, nach den Erprobungen verschrottet |
| P960    | KNM Storm  | 6. Oktober 1967    | ?          | verschrottet                                |
| P961    | KNM Blink  | 28. Juni 1965      | ?          | Museumsschiff in Horten (Norwegen)          |
| P962    | KNM Glimt  | 27. September 1965 | ?          | verschrottet                                |
| P963    | KNM Skjold | Februar 1966       | ?          | verschrottet                                |
| P964    | KNM Trygg  | ?                  | ?          | verschrottet                                |
| P965    | KNM Kjekk  | ?                  | ?          | Von Litauen übernommen als Dzūkas           |
| P966    | KNM Djerv  | ?                  | ?          | Von Lettland übernommen als Zibens          |
| P967    | KNM Skudd  | ?                  | ?          | von Litauen übernommen als Sėlis            |
| P968    | KNM Arg    | ?                  | 1966–1994  | Von Estland übernommen als Torm             |
| P969    | KNM Steil  | ?                  | bis 2001   | von Litauen übernommen als Skalvis          |
| P970    | KNM Brann  | ?                  | ?          | verschrottet                                |
| P971    | KNM Tross  | ?                  | ?          | verschrottet                                |
| P972    | KNM Hvass  | ?                  | ?          | Von Lettland übernommen als Lode            |
| P973    | KNM Traust | ?                  | ?          | Von Lettland übernommen als Bulta           |
| P974    | KNM Brott  | ?                  | ?          | verschrottet                                |
| P975    | KNM Odd    | ?                  | ?          | verschrottet                                |
| P976    | KNM Pil    | ?                  | ?          | Museumsschiff in Haakonsvern                |
| P977    | KNM Brask  | ?                  | ?          | Museumsschiff in Haakonsvern                |
| P978    | KNM Rokk   | ?                  | ?          | verschrottet                                |
| P979    | KNM Gnist  | ?                  | ?          | Von Lettland übernommen als Linga           |

 Estland

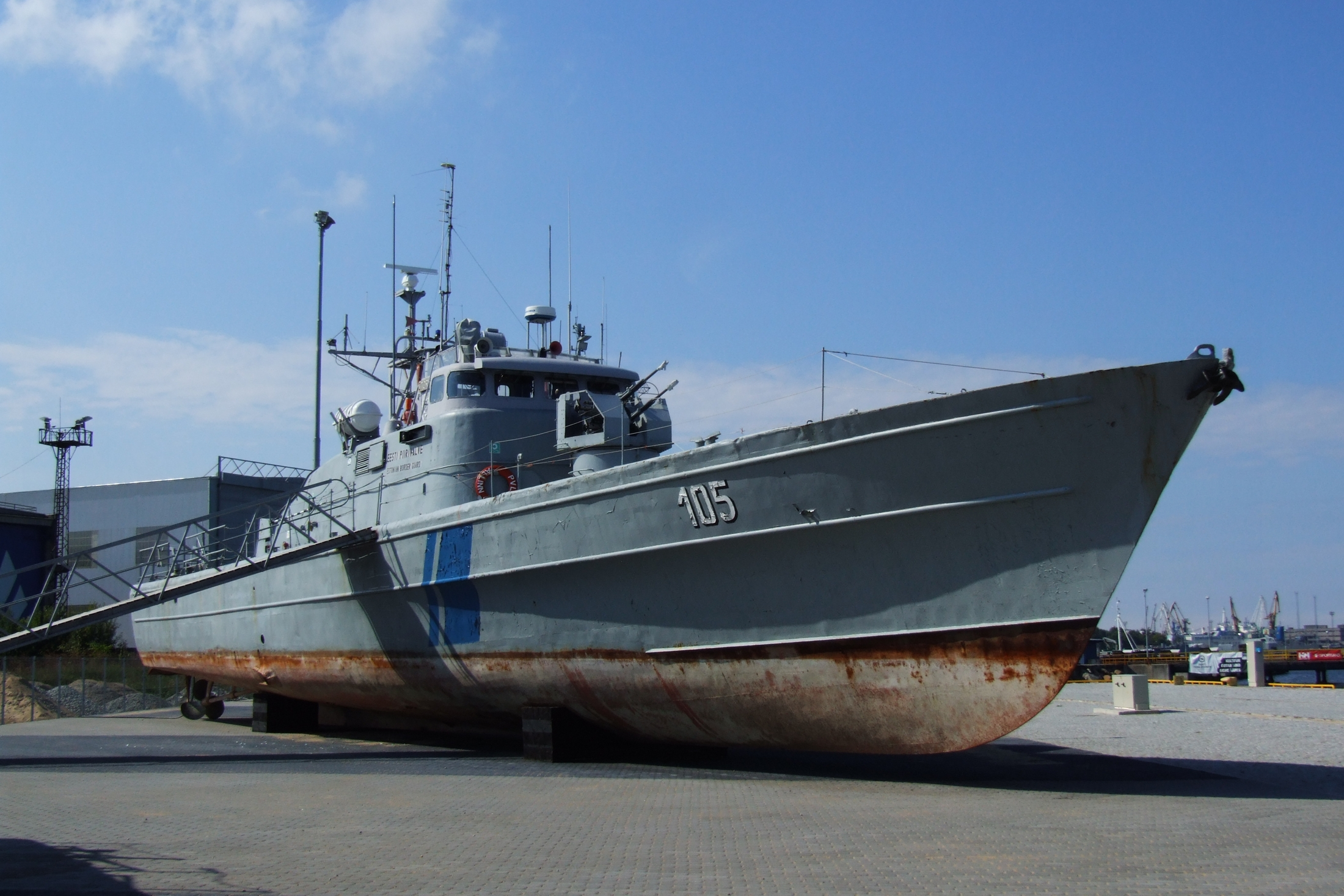
KNM Arg (heute Torm) in Tallinn

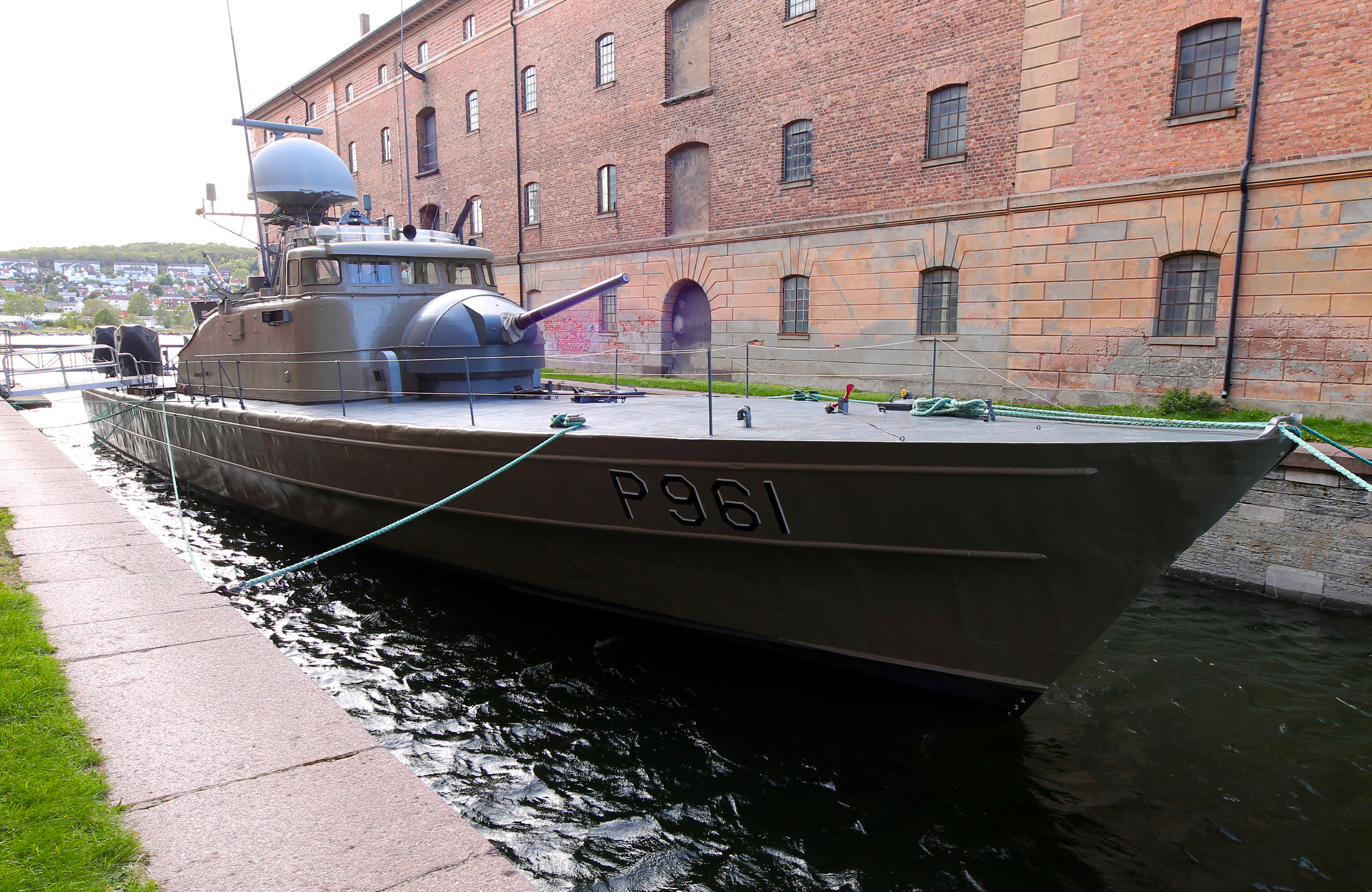
KNM Blink P961 im Marinemuseum Horten, 2018

Im Jahr 1994 wurde ein Schiff an Estland übergeben und bis 2008 vom dortigen Grenzschutz eingesetzt.
| Kennung | Name | Dienstzeit | Schicksal                                              |
| ------- | ---- | ---------- | ------------------------------------------------------ |
| PVL 105 | Torm | 1994–2008  | ausgemustert, Museumsschiff im Estnischen Meeresmuseum |

 Lettland
Im Jahr 1995 wurde ein Boot der Klasse an Lettland übergeben und von der dortigen Marine eingesetzt. Später folgten noch drei weitere Einheiten, die ebenfalls von den dortigen Seestreitkräften eingesetzt wurden.
| Kennung | Name   | Dienstzeit | Schicksal    |
| ------- | ------ | ---------- | ------------ |
| P-04    | Bulta  | 1995–2011  | ausgemustert |
| P-01    | Zibens | 2001–2012  | ausgemustert |
| P-02    | Lode   | 2001–2013  | ausgemustert |
| P-03    | Linga  | 2001–2012  | ausgemustert |

 Litauen
Im Jahr 1995 wurde ein Boot der Klasse an Litauen übergeben und von der dortigen Marine eingesetzt – diesem folgten 2001 zwei weitere Einheiten.
| Kennung | Name    | Dienstzeit | Schicksal    |
| ------- | ------- | ---------- | ------------ |
| P31     | Dzūkas  | 1995–2007  | ausgemustert |
| P32     | Sėlis   | 2001–2017  | ausgemustert |
| P33     | Skalvis | 2001–2011  | ausgemustert |